# جايسون ماكدونالد
جايسون ماكدونالد هو لاعب هوكي الجليد كندي، ولد في 1 أبريل 1974 في تشارلوت تاون في كندا.

## وصلات خارجية
- جايسون ماكدونالد على موقع دوري الهوكي الوطني (الإنجليزية)
- جايسون ماكدونالد على موقع EliteProspects.com (الإنجليزية)
- جايسون ماكدونالد على موقع HockeyDB.com (الإنجليزية)
- جايسون ماكدونالد على موقع Hockey-Reference.com (الإنجليزية)